# Hysteropterum laminatum
Hysteropterum laminatum är en insektsart som beskrevs av Géza Horváth 1911. Hysteropterum laminatum ingår i släktet Hysteropterum och familjen sköldstritar. Inga underarter finns listade i Catalogue of Life.